# 卡伦
卡伦（转写：karun），亦作喀伦、卡路、喀龙等，满语音译词，意思是“哨探”或“斥候”。「卡伦」原系古突厥语，原意为武器的瞄准星，后来演变为“哨”或“哨所”之意。
卡倫一般指中國歷史上清朝在战略要地设立的军事哨所，多立于边疆地带。分为“常设”、“添设”和“堵设”等几种，人数自数人至数十人不等，由八旗的“佐领”或“参领”領隊巡查。现代汉语中“哨卡”一词中的“卡”即來自卡伦。

## 註解
1. ↑  于福顺. . 中華文史網.   [2025-08-01].
2. ↑  宝音朝克图. . 中国人民大学出版社. 2005. ISBN 7300064949.